# Pseudotrimezia
Pseudotrimezia es un género con 20 especies de plantas de flores perteneciente a la familia Iridaceae. Comprende 24 especies descritas y de estas, solo 18 aceptadas.

## Taxonomía
El género fue descrito por Robert Crichton Foster y publicado en Contributions from the Gray Herbarium of Harvard University 155: 8. 1945.

## Especies aceptadas
A continuación se brinda un listado de las especies del género Pseudotrimezia aceptadas hasta julio de 2014, ordenadas alfabéticamente. Para cada una se indica el nombre binomial seguido del autor, abreviado según las convenciones y usos.	
- Pseudotrimezia aminae Chukr
- Pseudotrimezia barretoi R.C.Foster
- Pseudotrimezia brevistaminea Chukr
- Pseudotrimezia cipoana Ravenna
- Pseudotrimezia concava Ravenna
- Pseudotrimezia datensis Ravenna
- Pseudotrimezia diamantinensis Ravenna
- Pseudotrimezia elegans Ravenna
- Pseudotrimezia fulva Ravenna
- Pseudotrimezia gracilis N.S.Chukr
- Pseudotrimezia itacambirae Ravenna
- Pseudotrimezia laevis Ravenna
- Pseudotrimezia monticola (Klatt) Ravenna
- Pseudotrimezia pauli Chukr
- Pseudotrimezia planifolia Ravenna
- Pseudotrimezia pumila Ravenna
- Pseudotrimezia recurvata Ravenna
- Pseudotrimezia setacea Ravenna
- Pseudotrimezia sublateralis Ravenna
- Pseudotrimezia subtilis Ravenna
- Pseudotrimezia synandra Ravenna
- Pseudotrimezia tenuissima Ravenna